# Parafia św. Wojciecha w Rozłazinie
Parafia pw. Świętego Wojciecha w Rozłazinie – parafia rzymskokatolicka należąca do diecezji pelplińskiej, do dekanatu lęborskiego.

## Historia
Pierwszy kościół oraz parafia na tym terenie powstała pod koniec XIV w. i podlegała proboszczowi z Lęborka. Zaś od początku XV w. funkcjonowała tu samodzielna parafia z własnym plebanem. W latach 1614 – 1641 miejscowy kościół parafialny przejęli protestanci, później odzyskali katolicy. Wtedy też został ufundowany przez biskupa Madalińskiego na miejsce starego zniszczonego, nowy kościół parafialny. Pomiędzy 1749, a 1864 rokiem Rozłaziński kościół był filią parafii św. Jakuba Apostoła w Lęborku. Obecny kościół parafialny w Rozłazinie wzniesiono w latach 1840 – 1841. Parafię erygował (ponownie) 28 listopada 1864 r. ks. biskup Jan Nepomucen Marwicz.

## Kościoły filialne

### Kościół w Dzięcielcu
Obecny kościół w Dzięcielcu został wybudowany w latach 1842 – 1845 przez protestantów i podlegał pod ówczesny zbór. Po 1945 roku kościół przejęli katolicy i 8 maja 1949 roku został poświęcony na kościół filialny pw. św. Stanisława Biskupa i Męczennika parafii w Rozłazinie.

### KościółpomnikwNawczu
Kościół pomnik powstał na miejscu baraku, w którym przetrzymywano w trakcie ewakuacji więźniów obozu koncentracyjnego Stutthof. Kościół filialny w Nawczu pw. błogosławionych: ks. bpa Michała Kozala, ks. Wincentego Stefana Frelichowskiego, ks.abpa Antoniego Juliana Nowowiejskiego i 107 męczenników z okresu II wojny światowej został poświęcony 1 września 1994 roku przez ks. biskupa Jana Bernarda Szlagę.

### Kościół wPopowie
Obecny kościół pw. św. Brata Alberta Chmielowskiego powstał pierwotnie bez zgody ówczesnych władz państwowych w dwa i pół miesiąca. Wmurowanie kamienia węgielnego i poświęcenie istniejącego już kościoła dokonał ks. biskup Ignacy Jeż w dniu 13 czerwca 1988 roku.

### Kościół wBożympolu Wielkimdo lipca1977roku
Po drugiej wojnie stary istniejący ewangelicki kościół został przejęty przez katolików i poświęcony na kościół filialny parafii Rozłazino pw. św. Piotra Apostoła. W 1977 roku drugiego lipca dekretem ks. biskupa Ignacego Jeża wydzielono z parafii Rozłazino i utworzono parafię Bożepole Wielkie pw. św. Piotra Apostoła.

## Proboszczowie parafii od1864roku
- Ks. Block Wojciech 1865 – 1884
- Ks. Dietrich Ludwik 1884 – 1900
- Ks. Kistowski Albin 1901 – 1915
- Ks. Węsierski Oskar 1915 – 1926
- Ks. Kobyliński Leon 1927 – 1932
- Ks. Paulus Aleks 1932 – 1937
- Ks. Senskie Paweł 1937 – 1940
- Ks. Lenz Juliusz 1940 – 1946
- Ks. Ćwiękowski Henryk 1946 – 1947
- Ks. Fuglewicz Michał 1947 – 1948
- Ks. Żywiński Władysław 1948 – 1949
- Ks. Łaszyński Czesław 1949 – 1971
- Ks. Białas Engelbert 1971 – 1980
- Ks. Szymański Włodzimierz 1980 – 1986
- Ks. Malinowski Bernard 1986 – 1987
- Ks. Palmowski Władysław 1987 – 2003
- Ks. Kozioł Sławomir 2003 – nadal

## Miejscowości parafii Rozłazino
Lista miejscowości, których katoliccy mieszkańcy podlegali lub nadal podlegają pod parafię w Rozłazinie 1865 – 2000 r.
- Borówko
- Bożepole Małe – do 1977 r. przeniesiono do innej parafii.
- Bożepole Wielkie – do 1977 r. przeniesiono do innej parafii.
- Chmieleniec – do 1977 r. przeniesiono do innej parafii.
- Dziechno
- Dzięcielec
- Godętowo – w drugiej połowie XX wieku przeniesiono do innej parafii.
- Jeżewo
- Karczemka Rozłaska
- Kętrzyno – do 1923 r. przeniesiono do innej parafii (po I wojnie miejscowość po polskiej stronie granicy)[3].
- Łówcz Górny
- Nawcz
- Nowe Rozłazino
- Okalice – obecnie w innej parafii.
- Osiek
- Paraszyno
- Popowo
- Porzecze
- Redystowo
- Rozłazino
- Węgornia – w drugiej połowie XX wieku przeniesiono do innej parafii.
- Wielistowo – do 1977 r. przeniesiono do innej parafii.